# Phúc Kiến
Phúc Kiến là một tỉnh nằm ở ven Biển Đông nam của đại lục Trung Quốc. Năm 2018, Phúc Kiến là tỉnh đông thứ mười lăm về số dân, đứng thứ mười về kinh tế Trung Quốc với 39,4 triệu dân, tương đương với Iraq và GDP đạt 3.580 tỉ NDT (541,1 tỉ USD) tương ứng với Bỉ hay Ba Lan. Phúc Kiến có chỉ số GDP đầu người đứng thứ sáu Trung Quốc, đạt 92.080 NDT (tương đương 13.731 USD).
Phúc Kiến giáp với Chiết Giang ở phía bắc, với Giang Tây ở phía tây, và với Quảng Đông ở phía nam. Đài Loan nằm ở phía đông của Phúc Kiến, qua eo biển Đài Loan. Tên gọi Phúc Kiến bắt nguồn từ việc kết hợp tên gọi của hai thành Phúc Châu và Kiến Châu (tên cũ của Kiến Âu) trên địa phận vào thời Nhà Đường. Tỉnh có đại đa số cư dân là người Hán và là một trong những tỉnh có văn hóa và ngôn ngữ đa dạng nhất tại Trung Quốc. Hầu hết tỉnh Phúc Kiến do Cộng hòa Nhân dân Trung Hoa quản lý. Tuy nhiên, các quần đảo Kim Môn và Mã Tổ nằm dưới quyền kiểm soát của Trung Hoa Dân Quốc (Đài Loan).

## Lịch sử

### Thời tiền sử
Những khám phá khảo cổ học gần đây đã chứng minh rằng cư dân bản địa ở Phúc Kiến đã tiến vào thời đại đồ đá mới vào giữa thiên niên kỉ thứ 6 TCN. Từ di chỉ Xác Khâu Đầu (壳丘头, cách nay 7450–5590 năm), một di chỉ thời kỳ đầu đồ đá mới trên đảo Bình Đàm (平潭岛) nằm cách khoảng 70 kilômét (43 mi) về phía đông nam Phúc Châu, rất nhiều công cụ làm bằng đá, vỏ, mai, xương, ngọc thạch và gốm (gồm cả bàn xoay làm gốm) đã được khai quật, cùng với bánh xe quay, một bằng chứng của hoạt động dệt. Di chỉ Đàm Thạch Sơn (昙石山) (cách nay 5500–4000 năm) ở ngoại ô Phúc Kiến trải qua cả hai thời đại đồ đá mới và thời đại đồ đồng đá, tại đây đã tìm thấy các công trình tròn bán ngầm ở các mức thấp hơn. Di chỉ Hoàng Thổ Lôn (黄土崙) (khoảng 1325 TCN), cũng ở ngoại ô Phúc Châu, mang đặc điểm của thời đại đồ đồng.

### Vương quốc Mân Việt
Khu vực Phúc Kiến từng tồn tại vương quốc Mân Việt. Từ "Mân Việt" là kết hợp giữa từ "Mân" (閩/闽; Bạch thoại tự: bân), có thể là tên một dân tộc và có liên hệ với từ để chỉ các dân tộc man di trong tiếng Hán là "man" (蠻/蛮; bính âm: mán; Bạch thoại tự: bân), và "Việt" là lấy theo tên nước Việt thời Xuân Thu tồn tại ở khu vực tỉnh Chiết Giang ngày nay. Điều này là bởi vương tộc nước Việt đã bỏ chạy đến Phúc Kiến sau khi vương quốc của họ bị nước Sở tiêu diệt và sáp nhập vào năm 306 TCN. Mân cũng là tên của dòng sông chính trong khu vực Phúc Kiến, Mân Giang, song tên gọi người Mân có từ trước.

### Nhà Tần
Nước Mân Việt tồn tại cho đến khi bị triều Tần bãi bỏ. Tuy nhiên, với việc Nhà Tần sớm sụp đổ, nội chiến đã nổ ra giữa Hạng Vũ và Lưu Bang, sử gọi là Hán Sở tranh hùng; khi đó Vô Chư (无诸) đã quyết định xuất quân phụ giúp Lưu Bang. Sau đó, Lưu Bang giành chiến thắng và lập ra triều Hán; để thưởng công, năm 202 TCN, Hán Cao Tổ phục hồi địa vị cho Mân Việt là một vương quốc chư hầu, phong Vô Chư là Mân Việt vương. Vô Chư được triều Hán cho phép xây thành phòng thủ ở Phúc Châu cũng như một số địa điểm khác tại Vũ Di Sơn, chúng đã được khai quật trong những năm gần đây. Vương quốc của Vô Chư đã mở rộng phạm vi ra ngoài ranh giới của Phúc Kiến đến các vùng đất mà nay là phía đông Quảng Đông, phía đông Giang Tây, và phía nam Chiết Giang.

### Nhà Hán
Sau cái chết của Vô Chư, Mân Việt duy trì truyền thống chiến đấu của mình và tiến hành một số cuộc viễn chinh chống lại các nước chư hầu láng giềng tại Quảng Đông, Giang Tây, và Chiết Giang, việc này diễn ra trong suốt thế kỷ thứ II TCN và chỉ bị ngăn chặn bởi triều Hán. Cuối cùng, hoàng đế triều Hán đã quyết định loại bỏ mối đe dọa tiềm tàng này bằng cách gửi lực lượng quân sự lớn tấn công Mân Việt từ tứ phía cả trên biển lẫn trên bộ vào năm 111 TCN. Những người lãnh đạo ở Phúc Châu đã đầu hàng để tránh một cuộc chiến vô ích, tuy nhiên quân Hán vẫn tiến hành hủy hoại cung điện, thành quách của Mân Việt; vương quốc đầu tiên trong lịch sử Phúc Kiến kết thúc tồn tại một cách đột ngột.

### Nhà Tấn
Sau khi triều Hán dần sụp đổ vào cuối thế kỷ II, mở đường cho thời Tam Quốc. Tôn Quyền, người sáng lập ra nước Đông Ngô, đã phải mất gần 20 năm mới có thể khuất phục được người Sơn Việt, một nhánh Bách Việt sống ở vùng đồi núi. Làn sóng nhập cư đầu tiên của giới quý tộc người Hán đến khu vực Phúc Kiến ngày nay diễn ra vào đầu thế kỷ IV khi triều Tây Tấn sụp đổ và miền Bắc Trung Quốc bị các các dân tộc Hồ xâu xé. Những người nhập cư này chủ yếu đến từ tám dòng họ ở miền trung Trung Quốc: Lâm, Hoàng, Trần, Trịnh, Chiêm (詹), Khâu, Hà và Hồ. Bốn họ đầu tiên vẫn là những họ chính của người dân Phúc Kiến hiện nay.
Tuy nhiên, địa hình gồ ghề và biệt lập với các khu vực lân cận đã góp phần khiến cho nền kinh tế và mức độ phát triển của Phúc Kiến tương đối lạc hậu. Bất chấp việc số người Hán trong khu vực đã tăng đáng kể, mật độ dân số ở Phúc Kiến khi đó vẫn còn thấp so với phần còn lại của Trung Quốc. Triều Tấn chỉ lập ra 2 quận và 16 huyện trên đất Phúc Kiến ngày nay. Giống như các tỉnh phía nam khác như Quảng Đông, Quảng Tây, Quý Châu và Vân Nam, Phúc Kiến thường là một địa điểm để triều đình đương thời lưu đày các tù nhân và các nhân vật bất đồng. Đến thời Nam-Bắc triều, Phúc Kiến nằm dưới quyền kiểm soát của các hoàng triều phương Nam.

### Nhà Đường
Thời Đường (618–907) là một thời kỳ hoàng kim của phong kiến Trung Quốc. Khi triều Đường sụp đổ, Trung Quốc bị chia cắt trong suốt một thời kỳ được gọi là Ngũ Đại Thập Quốc. Trong thời gian này, đã có một làn sóng nhập cư thứ hai đến Phúc Kiến để tìm chốn nương thân, dẫn đầu là Vương Thẩm Tri, người này đã lập ra nước Mân với kinh đô đặt tại Phúc Châu. Tuy nhiên, sau khi quốc vương khai quốc qua đời, Mân quốc đã xảy ra xung đột nội bộ và sớm bị một nước phương Nam khác là Nam Đường tiêu diệt.

### Nhà Minh
Tuyền Châu là một hải cảng phồn hoa dưới thời Mân. Vào đầu thời triều Minh, Tuyền Châu là khu vực binh lính tập hợp và cung cấp vật phẩm cho chuyến thám hiểm hàng hải của Trịnh Hòa. Việc hải cảng này phát triển hơn nữa bị cản trở do triều Minh đã ra lệnh hải cấm, và Tuyền Châu đã dần bị thay thế bởi các cảng Quảng Châu, Hàng Châu, Ninh Ba và Thượng Hải gần đó mặc dù lệnh cấm đã được gỡ bỏ vào năm 1550. Việc Uy khấu (hải tặc Nhật Bản) xâm nhập với quy mô lớn cuối cùng đã bị quân Trung Quốc và Toyotomi Hideyoshi của Nhật Bản xóa bỏ.

### Nhà Minh-Thanh
Thời Minh mạt và Thanh sơ đã xảy ra làn sóng lớn người tị nạn đến Phúc Kiến và 20 năm cấm buôn bán trên biển dưới thời Hoàng đế Khang Hy, một biện pháp nhằm chống lại những người vẫn trung thành với Nhà Minh tại Đài Loan dưới quyền lãnh đạo của Trịnh Thành Công. Tuy nhiên, những người tị nạn này đã không ở lại Phúc Kiến mà sau đó lại di cư đến các khu vực thịnh vượng ở Quảng Đông. Năm 1689, triều đình Nhà Thanh sau khi thu phục được Đài Loan đã chính thức hợp nhất hòn đảo này vào Phúc Kiến. Sau đó, người Hán bắt đầu di cư với số lượng lớn ra Đài Loan, và phần lớn cư dân Đài Loan hiện nay có nguồn gốc từ những người nhập cư đến từ miền Nam Phúc Kiến. Sau khi Đài Loan trở thành một tỉnh riêng vào năm 1885 và rồi bị nhượng cho Nhật Bản vào năm 1895, Phúc Kiến vẫn duy trì nguyên trạng cho đến nay. Phúc Kiến chịu ảnh hưởng đáng kể của Nhật Bản sau khi ký kết Hiệp ước Shimonoseki năm 1895 cho đến Chiến tranh Trung-Nhật trong Chiến tranh thế giới thứ hai.

### Thời Dân Quốc
Sau Cách mạng Tân Hợi, tỉnh Phúc Kiến nằm dưới quyền kiểm soát của chính quyền Trung Hoa Dân Quốc. Năm 1933, lộ quân 19 tiến hành binh biến và lập nên Trung Hoa Cộng hòa quốc, đặt thủ đô tại Phúc Châu. Nước cộng hòa này chỉ tồn tại trong 55 ngày từ 22 tháng 11 năm 1933 đến 13 tháng 1 năm 1934.

### Cộng hòa Nhân dân Trung Hoa
Sau Nội chiến Trung Quốc, Phúc Kiến thuộc quyền kiểm soát của Cộng hòa Nhân dân Trung Hoa, riêng quần đảo Kim Môn và Mã Tổ do chính quyền Trung Hoa Dân Quốc tại Đài Loan chiếm giữ, chính quyền Trung Hoa Dân Quốc cũng thành lập nên tỉnh Phúc Kiến, song bộ máy chính quyền cấp tỉnh này hiện nay không hoạt động trên thực tế. Eo biển Đài Loan đã từng xảy ra ba cuộc khủng hoảng giữa hai bên vào các năm 1954-1955, 1958 và 1995–1996.
Kể từ cuối thập niên, kinh tế Phúc Kiến ở vùng ven biển đã hưởng lợi rất nhiều từ sự gần gũi về mặt địa lý và văn hóa với Đài Loan. Chính quyền Phúc Kiến và chính phủ Trung ương Trung Quốc cũng đề xuất thành lập khu kinh tế Bờ tây Eo biển để khai thác hiệu quả lợi thế này. Năm 2008, Đài Loan là nhà đầu tư số một tại Phúc Kiến.

## Địa lý

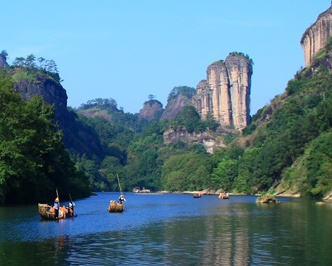
Khu thắng cảnh Vũ Di Sơn

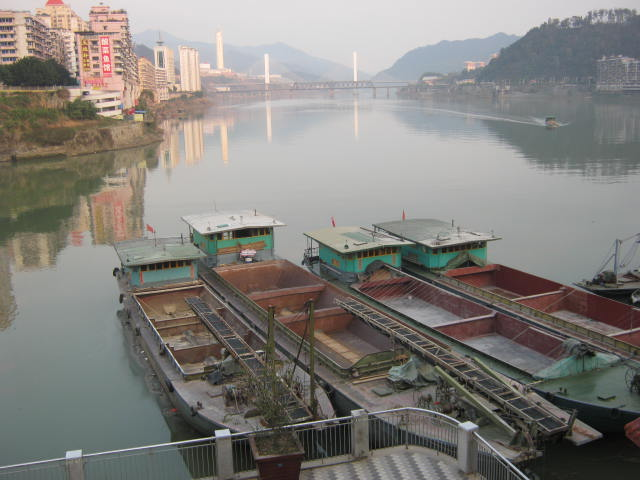
Sông Mân (闽江） tại Nam Bình

Phúc Kiến nằm ở vùng ven biển phía đông nam Trung Quốc. Phúc Kiến giáp với Chiết Giang ở phía bắc, giáp với Giang Tây ở phía tây, giáp với Quảng Đông ở phía tây nam. Ở phía đông và phía nam của mình, Phúc Kiến giáp với biển Hoa Đông, eo biển Đài Loan và Biển Đông. Đường bờ biển của Phúc Kiến kéo dài 535 km theo đường thẳng. Tuy nhiên do có nhiều vịnh và bán đảo, đường bờ biển trên thực tế dài khoảng 3.324 km, chiếm 18,3% chiều dài đường bờ biển Trung Quốc. Các vịnh lớn tại Phúc Kiến là vịnh Phúc Ninh (福宁湾), vịnh Tam Sa (三沙湾), vịnh La Nguyên (罗源湾), vịnh Mi Châu (湄洲湾), vịnh Đông Sơn (东山湾). Phúc Kiến có tổng cộng 1.404 đảo ven bờ, tổng diện tích của các hòn đảo này là khoảng trên 1.200 km². Các đảo chính là Hạ Môn, Kim Môn, Bình Đàm (平潭岛), Nam Nhật (南日岛), Đông Sơn (东山岛).
Địa hình Phúc Kiến chủ yếu là đồi núi, theo truyền thống được mô tả là "Bát sơn, nhất thủy, nhất phân điền" (八山一水一分田). Ở phía tây bắc, địa hình cao hơn với dãy núi Vũ Di tạo thành ranh giới tự nhiên giữa Phúc Kiến và Giang Tây, trong đó, núi Hoàng Cương (黄岗山) với cao độ 2.157 m là điểm cao nhất tại Phúc Kiến, cũng là điểm cao nhất vùng Đông Nam của Trung Quốc. Vành đai núi Phúc Kiến từ bắc xuống nam chia thành dãy núi Thứu Phong, dãy núi Đái Vân (戴云山脉), [[dãy núi Bác Bình Lĩnh (博平岭山脉). Đất đỏ và đất vàng là các loại đất chính của Phúc Kiến. Phúc Kiến là đơn vị hành chính cấp tỉnh có nhiều rừng nhất tại Trung Quốc, với tỷ lệ che phủ rừng đạt 62,96% vào năm 2009. Rừng tại Phúc Kiến có thể phân thành khu vực rừng thường xanh lá rộng cận nhiệt ở trung và tây bộ và rừng mưa cận nhiệt đới gió mùa ở đông bộ.
Các sông chủ yếu tại Phúc Kiến là Mân Giang (闽江) dài 577 km, Tấn Giang (晋江) dài 182 km, Cửu Long Giang (九龙江) dài 258 km và Đinh Giang (汀江) dài 220 km. Với lượng mưa phong phú, lưu lượng nước hàng năm của các sông trên toàn tỉnh là 116,8 tỷ m³ nước, riêng lưu lượng dòng chảy bình quân của Mân Giang (1.980 m³/s) đã lớn hơn của Hoàng Hà (1.774,5 m³/s). Đa số các sông suối có độ dốc lớn và chảy nhanh, có nhiều ghềnh thác, dự trữ thủy lực lý thuyết đạt 10,46 triệu kW, công suất lắp đặt đạt 7,0536 triệu kW. Tại vùng duyên hải, do có nhiều vũng vịnh nên có thể lợi dụng thủy triều để sản xuất điện, với 3000 km² diện tích chịu ảnh hưởng của thủy triều, dự trữ năng lượng thủy triều có thể khai thác là trên 10 triệu kW. Phúc Kiến có bốn đồng bằng lớn là đồng bằng Chương Châu, đồng bằng Phúc Châu, đồng bằng Tuyền Châu và đồng bằng Hưng Hóa.
Phúc Kiến có khí hậu cận nhiệt đới ẩm gió mùa, khí hậu có lợi cho việc phát triển một nền nông nghiệp đa dạng. Nhiệt độ trung bình hàng năm là 17-21 °C. Mùa đông tại Phúc Kiến khá ấm áp, nhiệt độ tháng 1 tại vùng duyên hải là 7-10 °C, tại vùng núi là 6-8 °C. Mùa hè nóng với nhiệt độ dao động từ 20-39 °C, chịu ảnh hưởng của nhiều cơn bão nhiệt đới. Giáng thủy hàng năm đạt từ 1.400-2.000 mm, giảm dần từ đông nam đến tây bắc.

### Phân vùng

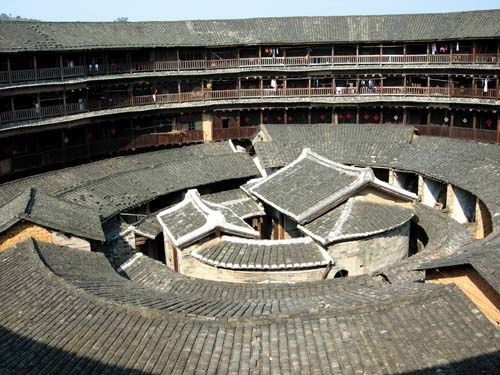
Thổ lâu Phúc Kiến

Mân Đông là một khu vực rộng lớn, bao gồm khu vực trung hạ du Mân Giang ở đông bộ và khu vực đồi núi ở đông bắc bộ Phúc Kiến, giáp eo biển Đài Loan và biển Hoa Đông. Về mặt hành chính, vùng Mân Đông bao gồm Phúc Châu và Ninh Đức. Tại Mân Đông, toàn bộ Phúc Châu và hai huyện Cổ Điền, Bình Nam của Ninh Đức nói tiếng Phúc An (福安话). Quần đảo Mã Tổ do Trung Hoa Dân Quốc quản lý cũng thuộc vùng Mân Đông.
Mân Trung gồm Bồ Điền và đại bộ phận của Tam Minh. Trong vùng Mân Trung, các huyện Vưu Khê và Đại Điền nói tiếng Mân Nam; các huyện khu Tam Nguyên, Vĩnh An và Sa nói tiếng Mân Trung; tại Ninh Hóa và Thanh Lưu nói tiếng Khách Gia; các huyện Thái Ninh, Tương Lạc, Kiến Ninh và Minh Khê nói phương ngôn Mân Cống (闽赣方言).
Mân Nam chỉ khu vực lưu vực Cửu Long Giang và Tấn Giang ở nam bộ Phúc Kiến, giáp với eo biển Đài Loan. Về mặt hành chính, Mân Nam bao gồm ba địa cấp thị Chương Châu, Tuyền Châu và Hạ Môn. Vùng Mân Nam có nền kinh tế phát triển, còn được gọi là tam giác vàng Mân Nam. Các đảo Kim Môn do Trung Hoa Dân Quốc quản lý cũng thuộc vùng Mân Nam. Mân Nam là quê hương của một số lượng lớn Hoa kiều, là tổ tiên của đa số người Đài Loan. Người dân vùng Mân Nam nói tiếng Mân Nam.
Mân Bắc chỉ khu vực thượng du Mân Giang ở bắc bộ Phúc Kiến, phía đông nam của đoạn bắc dãy núi Vũ Di và phía tây bắc của dãy núi Đái Vân (戴云山脉). Về mặt hành chính, Mân Bắc bao gồm Nam Bình và một bộ phận của Tam Minh. Mân Bắc giáp với Ninh Đức ở phía đông, giáp với Thượng Nhiêu và Ưng Đàm của tỉnh Giang Tây ở phía tây, phía nam đan xen vào Tam Minh, phía bắc giáp với Lệ Thủy của tỉnh Chiết Giang. Người dân Mân Bắc nói tiếng Mân Bắc.
Mân Tây thời cổ dùng để chỉ các châu quận ở cực tây của Phúc Kiến là Đinh châu (汀州), ngoại trừ khu thành Long Nham và bên ngoài Chương Bình, là nơi cư trú của người Xa, và là một trong tứ châu Khách Gia. Mân Tây là quê hương của nhiều người Khách Gia tại Đài Loan, Đông Nam Á và Tứ Xuyên. Hiện nay, Mân Tây dùng để chỉ Long Nham. Thổ lâu Phúc Kiến là một di sản văn hóa thế giới.

## Các đơn vị hành chính

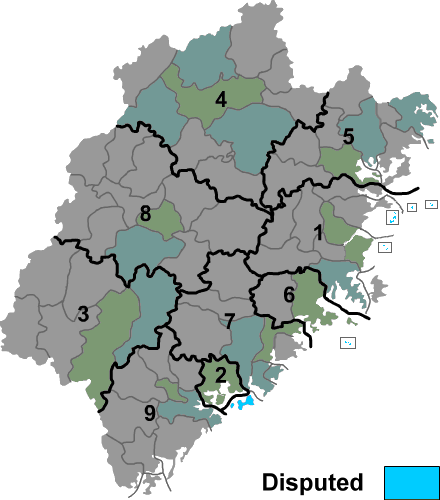
Bản đồ hành chính tỉnh Phúc Kiến

Cộng hòa Nhân dân Trung Hoa cai quản hầu hết tỉnh này, và chia nó thành 9 đơn vị hành chính cấp địa khu:
| STT                        | Tên         | Thủ phủ     | Chữ Hán Bính âm      | Dân số (2010) | Diện tích (km²) |
| -------------------------- | ----------- | ----------- | -------------------- | ------------- | --------------- |
| — Thành phố cấp phó tỉnh — |             |             |                      |               |                 |
| 2                          | Hạ Môn      | Tư Minh     | 厦门市 Xiàmén Shì    | 3.531.347     | 1.865           |
| — Thành phố cấp địa khu —  |             |             |                      |               |                 |
| 1                          | Phúc Châu   | Cổ Lâu      | 福州市 Fúzhōu Shì    | 7.115.370     | 13.066          |
| 3                          | Long Nham   | Tân La      | 龙岩市 Lóngyán Shì   | 2.559.545     | 19.069          |
| 4                          | Nam Bình    | Duyên Bình  | 南平市 Nánpíng Shì   | 2.645.549     | 26.300          |
| 5                          | Ninh Đức    | Tiêu Thành  | 宁德市 Níngdé Shì    | 2.821.996     | 13.452          |
| 6                          | Bồ Điền     | Thành Sương | 莆田市 Pútián Shì    | 2.778.508     | 4.200           |
| 7                          | Tuyền Châu  | Phong Trạch | 泉州市 Quánzhōu Shì  | 8.128.530     | 11.015          |
| 8                          | Tam Minh    | Tam Nguyên  | 三明市 Sānmíng Shì   | 2.503.388     | 22.900          |
| 9                          | Chương Châu | Hương Thành | 漳州市 Zhāngzhōu Shì | 4.809.983     | 12.607          |

9 đơn vị hành chính cấp địa khu này được chia thành 85 đơn vị hành chính cấp huyện, gồm 26 quận, 14 thành phố cấp huyện (huyện cấp thị), và 45 huyện. Các đơn vị hành chính cấp huyện này lại được nhỏ thành 1107 đơn vị hành chính cấp hương, gồm 605 thị trấn (trấn), 328 hương, 18 hương dân tộc, và 156 nhai đạo.
Huyện Kim Môn về mặt danh nghĩa là do thành phố Tuyền Châu quản lý, nhưng thực tế lại do Trung Hoa Dân Quốc trên đảo Đài Loan quản lý. Huyện Liên Giang, thuộc thành phố Phúc Châu của CHND Trung Hoa, trên danh nghĩa quản lý Quần đảo Mã Tổ, nhưng thực tế Mã Tổ lại do Trung Hoa Dân Quốc quản lý, với tên gọi là huyện Liên Giang. Nhóm đảo Ô Khâu trên danh nghĩa thuộc quyền quản lý của khu Tú Tự thuộc thành phố Bồ Điền của CHND Trung Hoa song trên thực tế do huyện Kim Môn của Trung Hoa Dân Quốc quản lý.

## Nhân khẩu

### Dân tộc
Tôn giáo tại Phúc Kiến
Người Hán chiếm 98% cư dân Phúc Kiến, tuy nhiên cư dân người Hán tại Phúc Kiến lại có tính đa nguyên cao về ngôn ngữ và văn hóa. người Mân (người nói tiếng Mân) là nhóm Hán lớn nhất tại Phúc Kiến, tiếp theo là người Khách Gia, người Triều Châu. Người Khách Gia sinh sống ở phần tây nam của Phúc Kiến. Người Huệ An, một nhánh người Hán có văn hóa và các tập tục khác biệt, sinh sống tại bờ biển đông nam Phúc Kiến gần trấn Sùng Vũ (崇武镇) tại huyện Huệ An. người Xa sinh sống chủ yếu ở vùng núi phía bắc Phúc Kiến, chiếm 60% tổng số người Xa tại Trung Quốc, họ là dân tộc thiểu số lớn nhất tại Phúc Kiến.
Năm 2009, tỉnh Phúc Kiến có tổng cộng 11 hương dân tộc, trong đó có 18 hương dân tộc Xa và 1 hương dân tộc Hồi, có 562 thôn dân tộc.
Phúc Kiến là quê hương của nhiều Hoa kiều hải ngoại, đặc biệt là ở Đông Nam Á. Hậu duệ của những người di cư từ Phúc Kiến chiếm đa số trong cộng đồng người Hán tại Đài Loan và Singapore. Tại Hồng Kông, theo ước tính có khoảng 1,2 triệu người Phúc Kiến, riêng người gốc Tuyền Châu là 700.000 người. Người gốc Phúc Kiến cũng chiếm một tỉ lệ đáng kể trong cộng đồng người Hán tại Malaysia, Indonesia, Brunei và Philippines. Từ năm 1970 trở đi, Phúc Thanh và Trường Lạc, Phúc Châu có nhiều người di cư đến Hoa Kỳ, Anh Quốc, Nhật Bản và Nam Mỹ.

### Ngôn ngữ
Do có địa hình đồi núi với nhiều đợt nhập cư đến từ miền Trung Trung Quốc trong dòng chảy lịch sử, Phúc Kiến là một trong những nơi đa dạng nhất về ngôn ngữ trong số các khu vực người Hán trên toàn quốc. Trong một khoảng cách ngắn, các phương ngữ trong cùng một địa phương có thể không hiểu lẫn nhau. Điều này được phản ánh trong thành ngữ "nếu bạn đi năm dặm tại Phúc Kiến thì văn hóa sẽ biến đổi, và nếu bạn đi mười dặm, ngôn ngữ sẽ khác". Việc phân loại các phương ngữ này khiến các nhà ngôn ngữ học lúng túng. Nhìn chung, hầu hết các phương ngữ tại Phúc Kiến được xếp thuộc về tiếng Mân, nhóm này lại chia thành tiếng Mân Bắc, tiếng Mân Đông, tiếng Mân Trung, tiếng Mân Nam, tiếng Phủ Tiên, và tiếng Thiệu Tương (邵将). (phân nhóm thứ bảy của tiếng Mân, tiếng Hải Nam, không nói ở Phúc Kiến.) Phương ngữ Phúc Châu thuộc tiếng Mân Đông, song một số nhà ngôn ngữ học lại phân nó thuộc tiếng Mân Bắc; tiếng Hạ Môn là một bộ phận của tiếng Mân Nam. Tiếng Khách Gia, một phân nhánh khác của tiếng Hán, được người Khách Gia sinh sống quanh Long Nham nói. Cũng như các tỉnh khác, ngôn ngữ chính thức tại Phúc Kiến là tiếng Phổ thông, được dùng để đàm thoại giữa người dân ở các khu vực khác nhau.

## Kinh tế

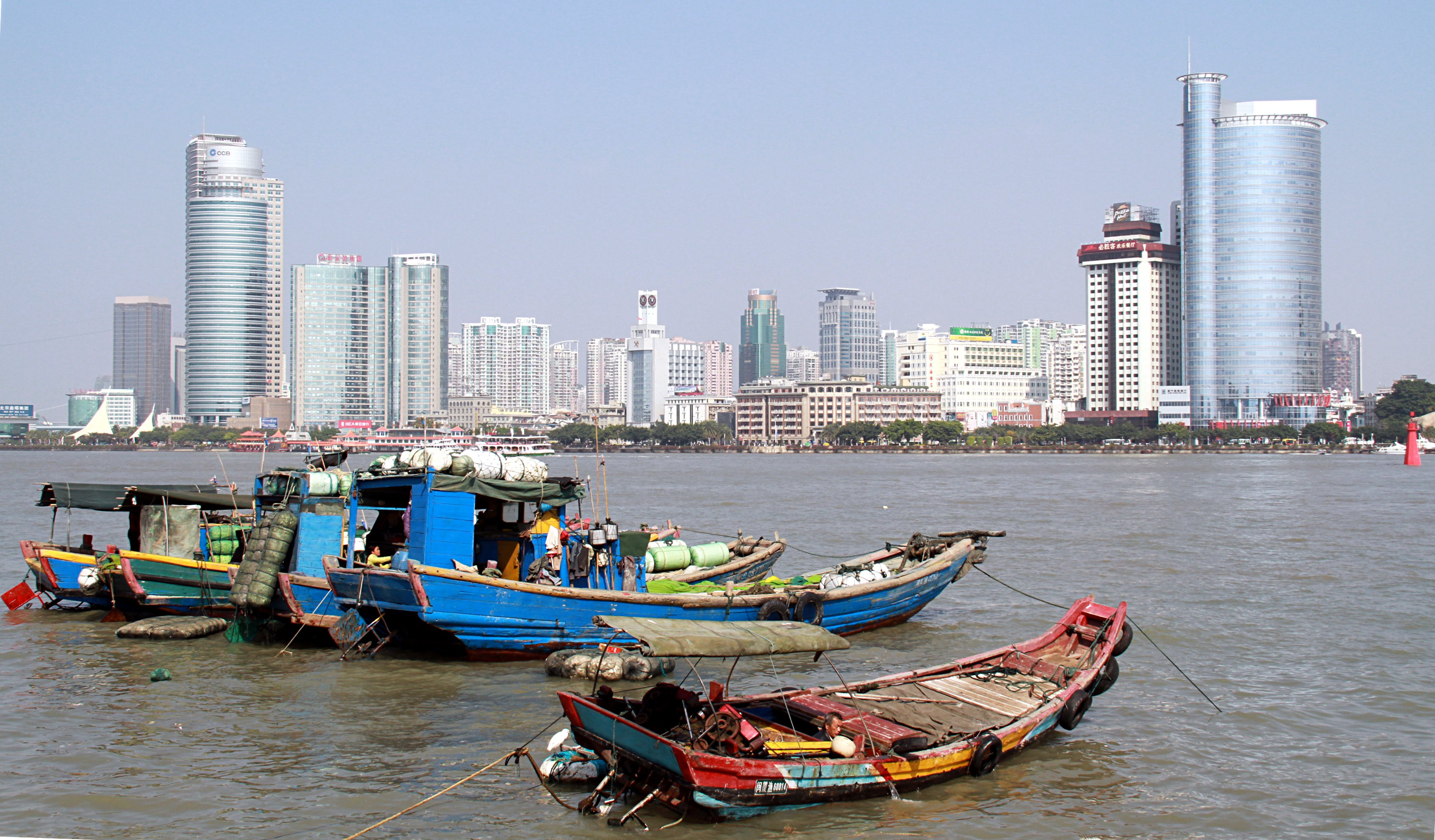
Hạ Môn, thành phố cấp phó tỉnh duy nhất tại Phúc Kiến.

Trước năm 1978, do nằm đối diện với Đài Loan, Phúc Kiến được xem là sẽ trở thành tiền tuyến trong một cuộc chiến tranh tiềm tàng giữa hai bờ eo biển. Vì thế, tỉnh không được chính phủ Trung ương Trung Quốc đầu tư nhiều và kinh tế chậm phát triển hơn so với phần còn lại của đất nước. Từ sau cải cách mở cửa năm 1978, Phúc Kiến đã nhận được nguồn đầu tư đáng kể của Hoa kiều gốc Phúc Kiến tại hải ngoại, từ Đài Loan và đầu tư ngoại quốc. Ngày nay, mặc dù là một trong các tỉnh giàu có của Trung Quốc, song GDP bình quân đầu người của Phúc Kiến vẫn đứng thấp nhất trong số các đơn vị hành chính ven biển phía đông của Trung Quốc. Theo các số liệu sơ bộ, tổng GDP của Phúc Kiến năm 2010 đạt 1,4 nghìn tỉ NDT, tăng 13,8% so với năm trước, GDP bình quân đầu người đạt 39.432 NDT, tăng 13% so với năm trước, trong đó tỉ lệ ba khu vực một, hai và ba của nền kinh tế lần lượt là 9,5%-51,3%-39,2%.
Hạ Môn, Phúc Châu và Tuyền Châu là những nơi kinh tế phát triển hơn cả tại Phúc Kiến. Tại vùng ven biển, các ngành công nghiệp chủ đạo là công nghiệp nhẹ, điện tử, thực phẩm, thủy sản, chế biến thực phẩm; còn tại vùng nội địa, các ngành công nghiệp chủ đạo là nguyên liệu thô, dệt may, gỗ, hóa chất. Phúc Kiến có các nhà máy chế biến trà, cùng các nhà máy sản xuất trang phục và đồ thể thao của các hãng lớn như Anta, 361 Degrees, Xtep, Peak Sport Products và Septwolves. Nhiều hãng nước ngoài cũng có các hoạt động Phúc Kiến như Boeing, Dell, GE, Kodak, Nokia, Siemens, Swire, TDK và Panasonic.
Phúc Kiến là tỉnh có nhiều đồi núi, thiếu đất canh tác. Lúa là cây trồng chính, ngoài ra các nông dân còn trồng khoai lang cùng lúa mì và lúa mạch. Ruộng lúa ước tính chiếm 81% diện tích đất canh tác, có thể trồng hai đến ba vụ luân phiên trong một năm, chẳng hạn theo công thức lúa gạo-lúa gạo-lúa mì. Phúc Kiến là một tỉnh trọng yếu trong việc trồng các loại cây trồng nhiệt đới và cận nhiệt đới tại Trung Quốc. Phúc Kiến cũng trồng mía để sản xuất đường và trồng cải dầu. Phúc Kiến cũng dẫn đầu Trung Quốc về sản lượng nhãn, vải, trà. Theo công báo Phát triển Kinh tế và Xã hội Quốc dân tỉnh Phúc Kiến năm 2010, diện tích cây lương thực đạt 18,4845 triệu mẫu, trong đó diện tích lúa là 12,8224 triệu mẫu, diện tích trồng thuốc lá là 972.400 mẫu, diện tích trồng các loại hạt có dầu là 1.674.900 mẫu, khu vực có phát triển trồng rau là trên 10 triệu mẫu. năm 2010, sản lượng lương thực đạt 6,6 triệu tấn. Hải sản là một thế mạnh khác của Phúc Kiến, đặc biệt là các loài có vỏ.
Tỉnh Phúc Kiến sẽ được hưởng lợi từ việc khai thông vận chuyển trực tiếp với Đài Loan bắt đầu từ ngày 15 tháng 12 năm 2008. Điều này cũng bao gồm việc mở các chuyến bay từ Đài Loan đến các thành phố chính của Phúc Kiến như Hạ Môn và Phúc Châu. Bên cạnh đó, các cảng tại Hạ Môn, Tuyền Châu và Phúc Châu sẽ nâng cấp cơ sở hạ tầng để tăng trao đổi thương mại với Đài Loan.
Năm 2011, GDP danh nghĩa của Phúc Kiến là 1,74 nghìn tỷ NDT (276,3 tỷ USD), tăng 13% so với năm trước đó. GDP bình quân đầu người của tỉnh đạt 46.802 NDT (7.246 USD). Đến năm 2015, Phúc Kiến hy vọng sẽ có ít nhất 50 doanh nghiệp có doanh thu hàng năm trên 10 tỉ NDT. Chính quyền cũng dự tính 55% tăng trưởng GDP sẽ đến từ lĩnh vực công nghiệp.

#### Kinh tế công nghệ
| Kinh tế Phúc Kiến 1990 – 2018 | Kinh tế Phúc Kiến 1990 – 2018 | Kinh tế Phúc Kiến 1990 – 2018 | Kinh tế Phúc Kiến 1990 – 2018 | Kinh tế Phúc Kiến 1990 – 2018 | Kinh tế Phúc Kiến 1990 – 2018 | Kinh tế Phúc Kiến 1990 – 2018 | Kinh tế Phúc Kiến 1990 – 2018 | Kinh tế Phúc Kiến 1990 – 2018 | Kinh tế Phúc Kiến 1990 – 2018 | Kinh tế Phúc Kiến 1990 – 2018 | Kinh tế Phúc Kiến 1990 – 2018 | Kinh tế Phúc Kiến 1990 – 2018 | Kinh tế Phúc Kiến 1990 – 2018 | Kinh tế Phúc Kiến 1990 – 2018 | Kinh tế Phúc Kiến 1990 – 2018 | Kinh tế Phúc Kiến 1990 – 2018 |
| 2018                          | 2017                          | 2016                          | 2015                          | 2014                          | 2013                          | 2012                          | 2011                          | 2010                          | 2009                          | 2008                          | 2007                          | 2006                          | 2005                          | 2000                          | 1990                          | GDP Năm                       |
| ----------------------------- | ----------------------------- | ----------------------------- | ----------------------------- | ----------------------------- | ----------------------------- | ----------------------------- | ----------------------------- | ----------------------------- | ----------------------------- | ----------------------------- | ----------------------------- | ----------------------------- | ----------------------------- | ----------------------------- | ----------------------------- | ----------------------------- |
| 541,059                       | 476.640                       | 433,744                       | 417,283                       | 395,465                       | 356,485                       | 314,991                       | 274,104                       | 219,304                       | 180,416                       | 156,793                       | 122,329                       | 95,680                        | 80,430                        | 45,474                        | 10,919                        | Tỷ USD                        |
| 8,3                           | 8,1                           | 8,4                           | 9,0                           | 9,9                           | 11,0                          | 11,4                          | 12,3                          | 13,9                          | 12,2                          | 11,4                          | 13,0                          | 12,8                          | 11,2                          |                               |                               | Tốc độ %                      |

Kể từ cuối thập niên 90, kinh tế Phúc Kiến ở vùng ven biển hướng tới sự lân cận với Đài Loan, tập trung thu hút đầu tư và phát triển tốc độ. Tỉnh đề xuất và được Trung ương thành lập khu kinh tế Bờ tây Eo biển để khai thác hiệu quả lợi thế này. Với sự thu hút đầu tư, hàng loạt Tập đoàn trên thế giới mở hoạt động ở Phúc Kiến như Boeing, Dell, GE, Kodak, Nokia, Siemens, Swire, hay Panasonic. Năm 2018, Phúc Kiến là tỉnh đông thứ mười lăm về số dân, đứng thứ mười về kinh tế Trung Quốc với 39,4 triệu dân, tương đương với Iraq và GDP đạt 3.580 tỉ NDT (541,1 tỉ USD) tương ứng với Bỉ hay Ba Lan. Phúc Kiến có chỉ số GDP đầu người đứng thứ sáu Trung Quốc, đạt 92.080 NDT (tương đương 13.731 USD), cao hơn trung bình thế giới là 11,355 USD cùng năm. Phúc Kiến đã nhảy vọt trong sự phát triển của nền kinh tế kỹ thuật số trong những năm gần đây, và bây giờ đã nổi lên như một động cơ quan trọng thúc đẩy tăng trưởng kinh tế vô cùng nhanh chóng. Nền kinh tế kỹ thuật số của Phúc Kiến đã và đang phát triển tới mức độ đóng góp 1,42 nghìn tỷ nhân dân tệ (tương đương 215 tỷ USD) chỉ trong năm 2018. Kinh tế kỹ thuật số Phúc Kiến có tốc độ tăng trưởng hàng năm là 22,39% (tốc độ tăng trường tổng GDP năm 2008 là 8,3%), nhanh thứ hai trên cả nước, chỉ sau tỉnh Quý Châu. Chỉ dựa vào lĩnh vực này, hàng năm Phúc Kiến thu tới 50 tỷ USD GDP. Kinh tế kỹ thuật số Phúc Kiến bao gồm các công nghệ kỹ thuật số như Internet vạn vật, dữ liệu lớn và trí tuệ nhân tạo đã tăng tốc hội nhập toàn cầu. Và phương hướng này đã mang lại lợi ích to lớn cho cư dân địa phương.

## Giao thông

### Đường sắt

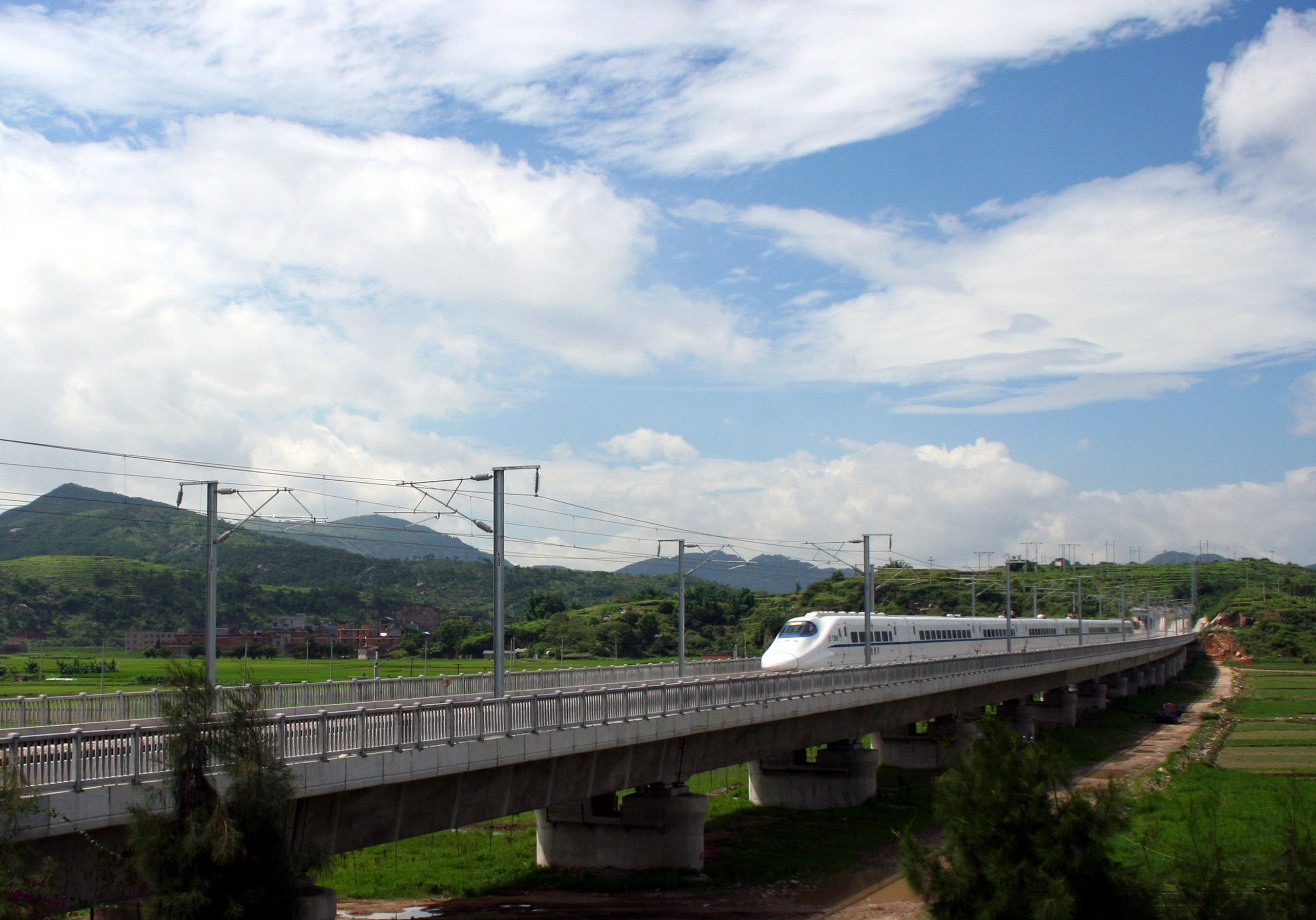
Đường sắt cao tốc Hàng Châu-Phúc Châu-Thâm Quyến, đoạn đi qua huyện Liên Giang

Người ta chỉ mới bắt đầu xây dựng đường sắt tại Phúc Kiến từ những năm 1950, khi hai bờ eo biển Đài Loan vẫn còn căng thẳng. Việc xây dựng đường sắt là một phần trong chiến lược của Cộng hòa Nhân dân Trung Hoa nhằm chống lại một cuộc tấn công có thể xảy ra từ Đài Loan. Vì thế, tuyến đường sắt từ Ưng Đàm thuộc tỉnh Giang Tô (được xác định là tuyến phòng thủ thứ hai) đến Hạ Môn đã được xây dựng, sau đó kéo dài thêm đến Phúc Châu. Để thu hút đầu tư, Phúc Kiến dự định sẽ tăng chiều dài đường sắt trong tỉnh lên 50%, đạt 2.500 km. Đến nay, đường sắt ở Phúc Kiến không còn phục vụ cho nhu cầu đi lại nội tỉnh mà chủ yếu phục vụ các tuyến đường dài đi đến các tỉnh khác.
Đường sắt Phúc Châu-Hạ Môn là một tuyến đường sắt cao tốc dài 274,9 km. Tuyến đường sắt này được bắt đầu xây dựng vào năm 2005, và đã được nghiệm thu vào tháng 10 năm 2009 và đi vào hoạt động từ năm 2010. Tuyến đường sắt có thể đạt tốc độ trên 200 km/h và toàn hành trình chỉ mất khoảng 1 tiếng rưỡi. Tuyến đường sắt Phúc Châu-Hạ Môn là một phần của Đường sắt cao tốc Hàng Châu-Phúc Châu-Thâm Quyến, vì thế, Phúc Kiến có thể kết nối một cách nhanh chóng và thuận lợi đến hai khu vực kinh tế lớn nhất đất nước là đồng bằng Châu Giang và đồng bằng Trường Giang. Dự kiến khi một cây cầu được xây dựng bắc qua vịnh Hàng Châu để phục vụ cho tuyến đường sắt cao tốc, Phúc Kiến sẽ có thể kết nối trực tiếp đến Thượng Hải bằng tuyến đường này.

### Đường bộ
Mạng lưới đường bộ của Phúc Kiến đã được phát triển trong những năm đầu của Cộng hòa Nhân dân Trung Hoa và luôn ở trong tình trạng tốt để có thể sẵn sàng phục vụ cho việc chuyển quân nếu xảy ra chiến tranh. Kể từ khi Trung Quốc tiến hành cải cách mở cửa vào năm 1978 và phát triển mạnh nền kinh tế thị trường với các ngành công nghiệp nhẹ, nhu cầu vận tải bằng đường bộ đã tăng lên rất nhiều. Tính đến năm 2012, có 54.876 kilômét (34.098 mi) đường quốc lộ tại Phúc Kiến, trong đó có 3.500 kilômét (2.200 mi) đường cao tốc. Theo Kế hoạch 5 năm lần thứ 12, tức giai đoạn từ 2011 đến 2015, chiều dài đường cao tốc của Phúc Kiến sẽ tăng lên 5.500 kilômét (3.400 mi).

### Hàng không
Phúc Kiến có hai sân bay quốc tế là Sân bay quốc tế Trường Lạc Phúc Châu, Sân bay quốc tế Cao Khi Hạ Môn, và một số sân bay địa phương nhỏ hơn như là Sân bay Tấn Giang Tuyền Châu, Sân bay Nam Bình Vũ Di Sơn, Sân bay Liên Thành. Những sân bay địa phương này được phát triển từ các sân bay quân sự song đến nay vẫn chỉ có một vài tuyến bay. Tuy nhiên, hai sân bay Phúc Châu và Hạ Môn đã được mở rộng và hiện đại hóa. Sân bay Hạ Môn có năng lực phục vụ 15,75 triệu hành khách vào năm 2011, còn Phúc Châu có năng lực tiếp đón 6,5 triệu hành khách mỗi năm với năng lực chuyên chở hàng hóa trên 200.000 tấn. Các sân bay tại Phúc Kiến có các tuyến bay trực tiếp đến 45 điểm, bao gồm cả các điểm quốc tế như Nhật Bản, Malaysia, Thái Lan, Singapore và Hồng Kông.

### Giao thông đường thủy
Phúc Kiến có trên 3.700 km đường thủy nội địa, song lại có ít ý nghĩa vì các dòng chảy quá nông nên tàu lớn không thể đi lại. Ngoài ra, trên nhiều con sông có các đập thủy điện, vì thế Phúc Kiến khó có khả năng phát triển loại hình giao thông này. Tuy nhiên, với lợi thế nằm ven biển cùng nhiều vũng, vịnh, Phúc Kiến có khả năng phát triển giao thông đường biển. Một số hải cảng chính của Phúc Kiến là Hạ Môn, Phúc Châu, Tuyền Châu, Chương Châu, Hàm Giang. Ngoài ra, tỉnh Phúc Kiến còn sẽ hình thành một hải cảng lớn ở vịnh Mi Châu (湄洲湾) thuộc Bồ Điền.

## Văn hóa

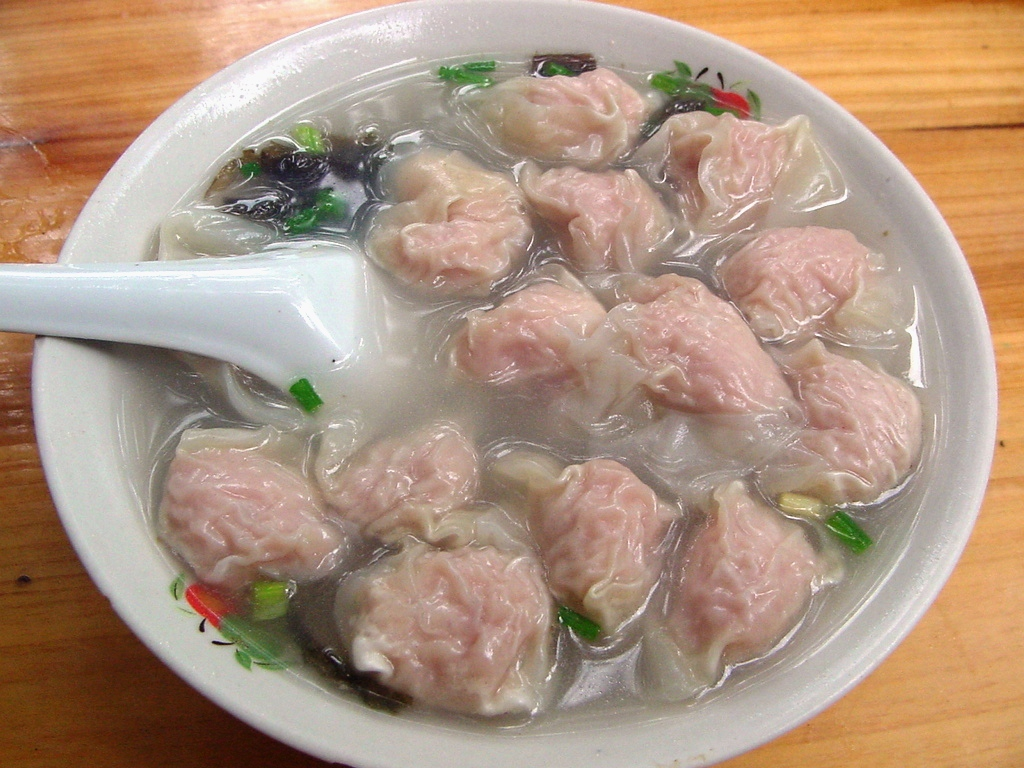
Món canh hoành thánh tại Sa huyện

Một vài khu vực tại Phúc Kiến có hình thức hí khúc (戏曲) riêng của mình. Mân kịch (闽剧) phổ biến tại khu vực xung quanh Phúc Châu; Cao Giáp hí (高甲戏) phổ biến quanh Tấn Giang và Tuyền Châu; Hương kịch (芗剧) phổ biến quanh Chương Châu; Phúc Kiến Nam khúc (福建南曲) quen thuộc trên khắp vùng nam bộ, và Phủ Tiên hí (莆仙戏) phổ biến quanh Bồ Điền và Tiên Du.
Ẩm thực Phúc Kiến có thế mạnh về hải sản và là một trong tám trường phái lớn của ẩm thực Trung Quốc. Trường phái Phúc Kiến bao gồm các truyền thống ẩm thực đến từ các khu vực khác nhau, như ẩm thực Phúc Châu và ẩm thực Mân Nam. Món ăn có thanh thế nhất của ẩm thực Phúc Kiến là Phật nhảy tường (佛跳墙 "Phật khiêu tường"), một món ăn phức tạp gồm nhiều thành phần, bao gồm cả vây cá mập, hải sâm, bào ngư và rượu Thiệu Hưng (绍兴酒, Thiệu Hưng tửu).
Nhiều loại trà nổi tiếng có nguồn gốc từ Phúc Kiến, trong đó phải kể đến trà Ô Long, Nham trà Vũ Di (武夷岩茶)), và trà hoa nhài Phúc Châu. Trà đạo Phúc Kiến là một hình thức chuẩn bị và phục vụ trà công phu. Từ "trà" trong tiếng Anh, "tea", có nguồn gốc từ tiếng Mân Nam, te.
Sơn mài thoát thai Phúc Châu (福州脱胎漆器), một kiểu sơn mài nổi tiếng, có điểm đáng chú ý là sử dụng một cục đất sét và/hoặc thạch cao để tạo ra hình thù; cục này sau đó bị loại bỏ. Ở Phúc Châu có nghệ thuật chạm khắc đá Thọ Sơn (寿山石).

## Giáo dục

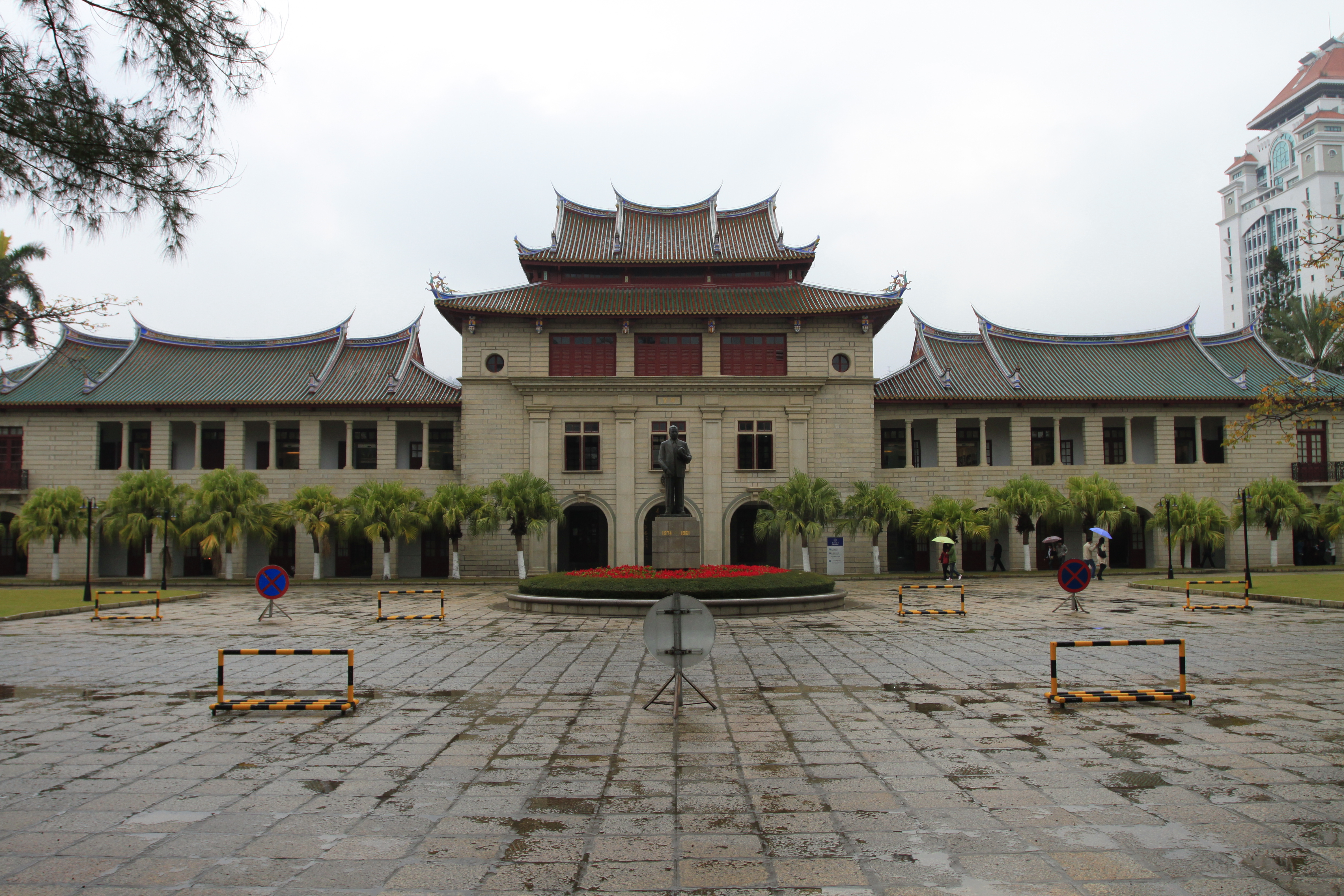
Đại học Hạ Môn được thành lập vào năm 1921

| - Đại học Hạ Môn (厦门大学) - Đại học Hoa kiều (华侨大学), tại Hạ Môn - Đại học Phúc Châu (福州大学) - Đại học Nông lâm Phúc Kiến (福建农林大学), Phúc Châu - Đại học Sư phạm Phúc Kiến (福建师范大学), Phúc Châu - Đại học Y khoa Phúc Kiến (福建医科大学), Phúc Châu - Đại học Trung Y-Dược Phúc Kiến (福建中医药大学), Phúc Châu - Đại học Tập Mỹ (集美大学), Hạ Môn - Học viện Sư phạm Chương Châu (漳州师范学院) - Học viện Sư phạm Tuyền Châu (泉州师范学院) - Học viện Sư phạm Ninh Đức (宁德师范学院) | - Học viện Khoa học Công nghệ Hạ Môn (厦门理工学院) - Học viện Công trình Phúc Kiến (福建工程学院), Phúc Châu - Học viện Cảnh sát Phúc Kiến (福建工程学院), Phúc Châu - Học viện Giang Hạ Phúc Kiến (福建工程学院), Phúc Châu - Học viện Mân Giang (闽江学院), Phúc Châu - Học viện Bồ Điền (莆田学院) - Học viện Vũ Di (武夷学院), Nam Bình - Học viện Long Nham (龙岩学院) - Đại học Ngưỡng Ân (仰恩大学), Tuyền Châu - Học viện Khoa học Cộng nghệ Mân Nam (闽南理工学院), Tuyền Châu |

## Đối tác hữu nghị
Tính đến ngày 1 tháng 7 năm 2009, Phúc Kiến đã thiết lập 61 mối quan hệ quốc tế với 28 quốc gia, trong đó quan hệ cấp tỉnh là 16, Phúc Châu: 9, Hạ Môn: 13, Tuyền Châu: 5, Chương Châu: 3, Bồ Điền: 2, Nam Bình: 2, Long Nham: 2, Thạch Sư: 2, Vũ Di Sơn: 2, Tam Minh, Ninh Đức, Nam An, Phúc Đỉnh, khu Tư Minh của Hạ Môn đều có một đối tác quốc tế. Trong đó, các đối tác quốc tế cấp tỉnh, bang của Phúc Kiến là:
| Đối tác hữu nghị                | Thời gian  | Nơi ký        |
| ------------------------------- | ---------- | ------------- |
| Tasmania (Úc)                   | 5/3/1981   | Hobart        |
| Nagasaki (Nhật Bản)             | 16/10/1982 | Nagasaki      |
| Oregon (Hoa Kỳ)                 | 25/9/1984  | Phúc Châu     |
| Liège (Bỉ)                      | 27/2/1986  | Phúc Châu     |
| Rheinland-Pfalz (Đức)           | 24/5/1989  | Mainz         |
| Basse-Normandie Pháp            | 6/12/1990  | Caen          |
| Okinawa (Nhật Bản)              | 4/9/1997   | Phúc Châu     |
| Napoli (Ý)                      | 12/6/1998  | Napoli        |
| Đông Cao Địa (Papua New Guinea) | 16/5/2000  | Phúc Châu     |
| Ceará (Brasil)                  | 6/3/2001   | Fortaleza     |
| Odessa (Ukraina)                | 11/7/2002  | Odessa        |
| Trung Java (Indonesia)          | 6/12/2003  | Semarang      |
| Virginia (Hoa Kỳ)               | 8/6/2004   | Bắc Kinh      |
| KwaZulu-Natal (Nam Phi)         | 13/12/2006 | Phúc Châu     |
| Misiones (Argentina)            | 27/6/2007  | Puerto Iguazú |
| Cantabria (Tây Ban Nha)         | 23/6/2009  | Santander     |